# Castel Condino
Castel Condino és un municipi italià, dins de la província de Trento. L'any 2007 tenia 247 habitants. Limita amb els municipis de Bersone, Cimego, Condino, Daone, Pieve di Bono i Prezzo.

## Administració
| Període | Identitat        | Partit        |
| ------- | ---------------- | ------------- |
| 2005-   | Maurizio Tarolli | Llista cívica |